# 오렐 허샤이저
오렐 레오너드 허샤이저 4세(Orel Leonard Hershiser IV, 1958년 9월 16일 ~ )는 1983년부터 2000년까지 메이저 리그 베이스볼에서 18개의 시즌들을 활약한 전 미국의 야구 선수로 포지션은 투수이다. 그는 후에 흥미와 자극을 곁들인 방송 분석자와 프로적 포커 놀이꾼이 되었다.
자신의 근소한 체격과 맹렬한 경쟁적 정신으로 알려진 허샤이셔는 로스앤젤레스 다저스의 전 감독 토미 라소다에 의하여 "불독"이라는 별명이 붙어졌다.

## 어린 시절
뉴욕주 버펄로에서 오렐 레오너드 허샤이저 3세와 밀드레드에게 태어났다. 자신이 6세 때에 그의 가족은 미시간주 디트로이트로, 12세 때에 캐나다 토론토로 이주하였다. 8세에 허샤이저는 국내적 안타, 득점과 던지기 경연에서 3위를 하였다. 허샤이저는 12세 때까지 리틀 리그 베이스볼에서 활약하였다. 그의 아버지는 코치이자 리그 관리자였고, 어머니는 간이 식당을 운영하였다. 캐나다에서 가족과 지내는 동안에 그는 그레이터 토론토 하키 리그에서 돈 밀스 플라이어스와 함께 아이스하키에 참가하였다.
그의 가족은 다시 이주하고 그는 뉴저지주 체리힐에 있는 체리힐 고등학교에서 수학하였다. 그는 자신의 첫해를 신입생팀에, 그리고 자신의 2학년 해를 주니어 대학 팀에 보내면서 자신의 주니어 해까지 대학 팀에 이루지 않았다. 그는 데트포드를 상대로 경기에서 15명의 타자들을 아웃시킬 때 1976년 자신의 고등학교를 위하여 단 하나의 경기 스트라이크아웃 기록을 세웠으며, 그 기록은 21년간 보유되었다. 그는 또한 경력 우승 퍼센티지, 스트라이크아웃과 방어율에서 학교의 지도자부에 남아있기도 하였다. 그는 자신의 시니어 해에 전 컨퍼런스 선발 선수였다.
허샤이저는 볼링 그린 주립 대학교로부터 불공평한 장학금 만을 받았다. 그는 자신의 신입생해를 간신히 활약하고 2학년으로서 정장적으로 자격이 없었다. 그는 학교를 떠났다. 그는 자신의 등급을 올리는 데 여름 학교에 등록하고 여름 동안에 부친의 종이회사를 위하여 일하였다. 그는 1979년 5월 4일 켄트 주립 대학교를 상대로 자신이 무안타 경기를 투구한 자신의 주니어 해의 동안에 올미드아메리칸 컨퍼런스 올스타 팀에 이루었다. 2명의 타자들 만을 스트라이크아웃 시키는 데 불구하고 그는 경기를 2대 0으로 이겼다. 그해에 야구 팀과 함께 자신의 단 하나의 전임적 시즌에서 그는 2.26의 방어율과 함께 6승 2패였다.

## 프로 경력

### 마이너 리그 경력
허샤이저는 1979년 메이저 리그 베이스볼의 17번째 라운드에서 로스앤젤레스 다저스에 의하여 선발되었다. 드래프트를 위한 원래의 스카우팅은 그가 부족한 제구력, 약한 속구를 가지고 커브를 정확히 던지지 않았다고 보고하였다.
다저스는 자신들의 클래스 A의 팀 미드웨스트 리그 클린턴 다저스에서 그를 선정하였다. 그는 1979년 클린턴을 위하여 4개의 경기들을 시작하고 2.09의 방어율과 함께 4승 0패로 끝내는 데 불펜의 외부에 11번이나 더 나왔다.
허샤이저는 텍사스 리그의 샌안토니오 다저스와 함께 AA에서 다음의 2개의 시즌들을 보냈다. 그는 처음에 샌안토니오에서 구원 투수로 일하였다. 그는 하나의 포인트에 세이브들에서 리그를 이끌었으나 그러고나서 도로 여행에 7개의 회에서 20개의 득점을 포기하였다.
허샤이저는 1982년 태평양 해안 리그의 트리플 A 앨버커크 듀크스로 진급되었다. 그는 7개의 출발과 함께 47개의 경기들에서 3.71의 방어율과 함께 9승 6패였다. 그는 거의 그 시즌에 텍사스 레인저스와 함께 이적에서 포함되었으나 포수 짐 선드버그는 거래에 동의하기 전에 자신의 계약이 다시 써지기를 원하였고 다저스는 처리에서 손을 땠다.
허샤이저는 1983년 봄 훈련에서 다저스의 최고 신인 선수로서 멀비 상을 수상하였고 클럽으로 이루는 데 기대하였으나 자신이 간단히 투수코치 로키 조다니와 함께 다시 합친 앨버커크로 돌려보내졌다. 그는 그해 10개의 출발과 16개의 세이브와 함께 49개의 경기들에서 듀크스를 위하여 4.09의 방어율과 함께 10승 8패였다.

### 메이저 리그 베이스볼 경력

#### 초기의 세월 (1983 ~ 1987)
1983년 9월 1일 허샤이저는 처음으로 다저스로 소집되었고 같은 날 몬트리올 엑스포스를 상대로 자신의 메이저 리그 데뷔를 하였다. 그는 7회에서 경기로 들어와 2개의 땅볼과 하나의 스트라이크아웃으로 3명의 타자들을 전부 아웃시켰다. 하지만 2회에서 그는 2루타와 1루타를 허용하고 교체되었다 그해의 8번째 출연에서 그는 3.38의 방어율을 기록했다.
허샤이저는 시즌 후에 도미니카 공화국에서 열린 겨울 볼에서 활약하였고, 자신의 투구법에 대해 코치 데이브 월리스와 함께 훈련하였다
허샤이저는 불펜에 마지막 선수로서 1984년 시즌을 위하여 다저스의 오프닝 데이 등록부에 이루고 대부분 장기적 구원 투수로서 이용되었다. 그의 첫 우승은 4월 5일 세인트루이스 카디널스를 상대로 12회의 경기에서였다. 하나의 경기에서 난타된 후, 다저스의 감독 토미 라소다는 그를 꾸짖었으며, 경기들에서 더욱 터프한 태도를 가져 그에게 "불독"이라고 별명을 지었다.
허샤이저는 제리 로이스가 부상을 당한 이유로 뉴욕 메츠를 상대로 5월 26일 자신의 첫 출발을 만들었다. 그는 6개의 회들을 투구하고 단 하나의 득점을 허용하였다. 그는 7월에 다저스의 교대에서 완전히 성인이 된 출발 선수가 되어 그달에 4개의 완료 경기 셧아웃들을 투구하면서 응답되었다. 그는 11승(9선발) 8패의 기록과 45개의 경기들에서 2.66 방어율과 함께 시즌을 끝냈다.
1985년 시즌에 그는 2.03의 방어율과 함께 19승(18선발) 3패의 기록을 수집하여 우승 퍼센티지에서 내셔널 리그를 지도하였다. 다저스는 내셔널 리그 서부 디비전을 우승하고 허샤이저는 사이 영 상 투표에서 3위를 하였다. 그는 또한 자신의 첫 공식 이후의 시즌 활동을 보았고, 그해의 내셔널 리그 챔피언십 시리즈에서 2개의 경기들에서 투구를 하였다. 1986년 시즌에 허샤이저는 3.85의 방어율과 함께 14승(모두 선발) 14패로 갔다. 다음 시즌에 그는 2.06의 방어율과 함께 16승(모두 선발) 16패의 기록을 수집하는 동안에 자신의 첫 올스타 경기에 선발되었다.

#### 사이 영 상과 월드 시리즈 (1988)
1988년 허샤이저는 23선발승, 267개의 회, 8개의 셧아웃과 15개의 완료 경기들과 함께 리그를 이끌었다. 그는 2.26에 방어율에서 3위였다. 그는 59개의 연속적 무득점 회들이 투구된 기록과 함께 시즌을 끝내고 전 다저스 선수 돈 드라이즈데일에 의하여 보유된 58개의 기록을 깼다. 그가 경기의 끝내는 데 4개의 무득점 회들을 투구할 때 8월 30일 연정이 시작되고, 자신이 시즌의 마지막 경기에서 116개의 투구들에 10개의 셧아웃 회들을 투구하면서 기록이 깨졌다. 그는 두번째로 올스타 경기에 선발되었고 내셔널 리그 사이 영 상을 위하여 만장 일치의 선발 선수였다. 그는 또한 내셔널 리그에서 최고의 방어 투수로 인하여 골든 글로브상을 수상하기도 하였다.
허샤이저의 다저스와 뉴욕 메츠 사이의 1988년 내셔널 리그 챔피언십 시리즈에서 허샤이저는 1번째와 3번째 경기들 만을 시작하지 않았으나 세이브를 위한 릴리프에서 4번째 경기에서 마지막 아웃을 기록하였다. 그는 그러고나서 7번째 경기에서 셧아웃을 투구하고 내셔널 리그 챔피언십 시리즈의 MVP로서 선발되었다. 그러고나서 그는 월드 시리즈의 2번째 경기에서 셧아웃을 투구하고 5번째 경기에서 승리의 결말을 지은 완료 경기에서 2개의 득점 만을 허용하여 월드 시리즈 MVP 상을 수상하였다.
허샤이저는 사이 영 상, 챔피언십 MVP 상과 월드 시리즈 MVP 상을 같은 시즌에 수상하는 데 단 하나의 선수이다. 그는 후에 1988년 자신의 성취들로 인하여 스포팅 뉴스의 "올해의 투수"와 스포츠 일러스트레이티드 "올해의 스포츠맨" 상을 받았다.

#### 다저스와 최후의 세월들

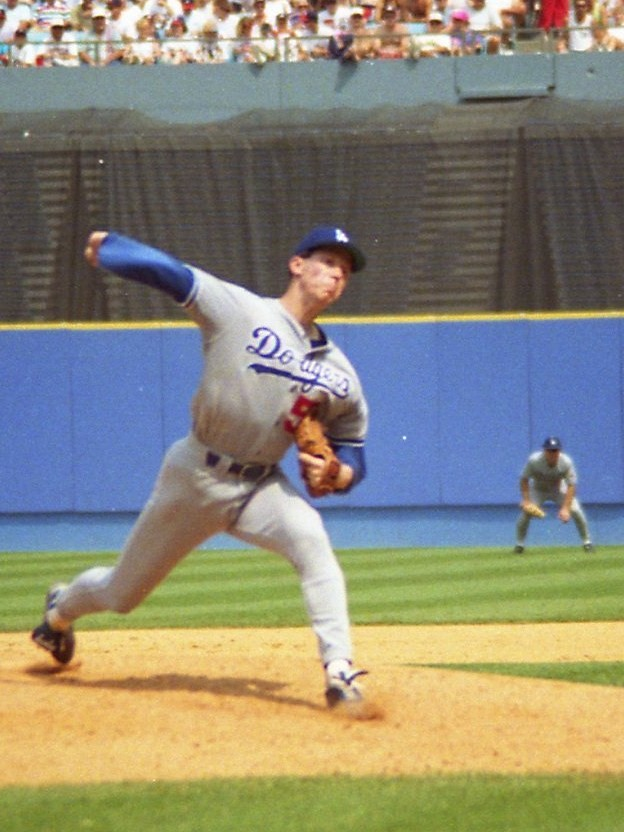
1993년의 허샤이저

그는 1989년 시즌에 대비하여 다저스와 함께 새로운 7.9백만 달러의 3년 계약을 맺었으며 한때 일본 프로야구 진출설이  있었다.
그 시즌에 그는 자신의 3번째 연속적 올스타 팀에 이루고, 35개의 경기들에서 2.31의 방어율과 함께 또다른 좋은 해를 가졌다. 하지만, 다저스는 이전같이 좋지 않았고 그는 공격적인 후원의 부족으로부터 고통을 겪었다. 그는 팀이 그 시기에 총 9개의 득점 만을 매긴 이유로 0승 7패로 갔다. 그는 그 시즌에 15승(모두 선발) 15패의 기록을 가졌으나 자신이 시즌의 마지막 경기에서 11회를 투구하고 169개의 투구들을 던진 이유로 더욱 아웃되었다.
1990년 겨우 4개의 출발 후에 허샤이저가 자신의 투구 팔의 어깨에서 상순이 찢어졌다는 것이 발견되었다. 프랭크 조브 박사는 4월 27일 허샤이저에 어깨 복구 수술을 시작하여 메이저 리그 선수에 처음으로 수술 진행이 되었다. 그는 1991년 5월 21일까지 다저스에 재가입하지 않았다. 2개의 경기들 후에 그는 6월 9일 시카고 컵스를 상대로 자신의 100번째 경력 우승을 주웠다. 21개의 출발에서 그는 3.46의 방어율과 함께 7승(모두 선발) 2패였다. 그는 자신의 마지막 6개의 판정승을 우승하고 "UPI 올해의 복귀 선수"로 선발되었다.
1992년으로 그의 회복 표제에 관한 의문들이 있었으나 그는 그해와 1993년 둘다에서 33개의 경기들을 투구하는 데 처리하였다. 그의 수들은 수술 이전에 있던 수들이 아니었으나 아직도 효과적이었다. 그는 1992년 3.67의 방어율과 10승(모두 선발) 15패, 그리고 1993년 3.59의 방어율과 함께 12승(모두 선발) 14패였다. 현저하게 1993년에 허샤이저는 83개의 본루 출연에서 .356점을 안타하여 실버 슬러거 상을 수상하였다.
1994년 자신의 마지막 출발에서 8월 7일 허샤이저는 기록이 깨지기 전에 6회로 무안타 입찰을 가져갔다. 1994 ~ 95 메이저 리그 베이스볼 파업이 8월 11일에 시즌을 끝냈다. 허샤이저는 메이저 리그 베이스볼 선수 협회의 일부로서 협상들에 연루되었으나 파업이 다저스와 함께 그의 시간의 끝으로 신호를 보냈으며 그는 자유 계약 선수가 되었다.

#### 클리블랜드 인디언스 (1995 ~ 1997)
허샤이저는 1995년 4월 8일 클리블랜드 인디언스와 3년 계약을 맺었다. 인디언스의 총지배인 존 하트는 팀이 똑바른 길로 어떻게 활약하는가를 젊은 선수들에게 보이는 데 "인격과 경쟁심"과 함께 한 베테랑을 찾고 있었다고 말하였다. 41년간 자신들의 첫 공식 이후의 시즌 출연으로 젊은 팀을 이끄는 데 그는 그해 인디언스를 위하여 26개의 출발들에서 3.87의 방어율과 함께 16승 6패로 갔다.
허샤이저는 시애틀 매리너스를 상대로 1995년 아메리칸 리그 챔피언십 시리즈에서 자신이 투구한 2개의 경기들을 우승하여 아메리칸 리그 챔피언십 시리즈 MVP로 선발되어 양쪽의 리그에서 리그 챔피언십 시리즈 MVP 상을 수상하는 데 첫 선수였다. 인디언스가 6개의 경기들에서 시리즈를 패하였어도 그는 또한 애틀랜타 브레이브스를 상대로 1995년 월드 시리즈에서 효과적으로 투구하였다.
그는 인디언스를 위하여 2개의 시즌들을 더 투구하고 , 1997년 아메리칸 리그 시리즈 챔피언십 리그의 3번째 경기에서 투구한 7개의 셧아웃 회들을 포함한 그해의 팀을 위하여 14승(모두 선발) 6패였다. 그의 마지막 월드 시리즈 출연은 1997년으로 그는 10개의 회들에서 13개의 득점들을 포기하고 플로리다 말린스에게 2개의 경기들을 패하였다.
자신이 3개의 시즌들 만에서 인디언스를 위하여 투구하였어도 허샤이셔는 클리블랜드에서 민속 영웅이 되었다.

#### 후기의 경력
허샤이저는 1997년 12월 7일 샌프란시스코 자이언츠와 함께 1년의 3.45백만 달러 계약을 맺었다. 그는 34개의 출발을 만들고 1998년 4.41의 방어율과 함께 11승(모두 선발) 10패였다. 계약은 1999년의 선택을 담고 있었으나 자이언츠는 시즌 이후에 선택을 거절하였다. 당시에 그들은 새로운 거래에 기간들로 올 것같고 말하였다. 대신 그는 1999년 2월 20일 인디언스와 마이너 리그 계약을 맺었다.
인디언스는 봄 훈련 동안에 그를 내보냈고 3월 25일 그는 뉴욕 메츠와 계약을 맺었다. 허샤이저는 메츠와 함께 32개의 출발들을 이루어 4.58의 방어율과 함께 13승(모두 선발) 12패였다. 그는 메츠의 의지에 젊은 투수들에게 선도자로 지내 시즌의 마지막 경기에서 피츠버그 파이리츠에 2대 1로 우승한 5와 3분의 1의 회들에서 단 하나의 득점을 허용하면서 팀이 플레이오프들에 이루는 데 도움을 주었다. 그는 그해 내셔널 리그 챔피언십 시리즈에서 메츠가 브레이브스에게 패하면서 플레이오프들에서 불펜의 아웃을 투구하였다.
허샤이저는 1999년 12월 17일 다저스로 돌아가는 데 1년 계약을 맺었다. 그는 신시내티 레즈를 상대로 2000년 4월 14일 제1 시합을 시작하고 6개의 강한 회들에서 단 하나의 득점을 허용하였다. 그는 그 후에 분투하여 42개의 안타, 14개의 4구에 의한 출루와 11번이나 타자들을 안타하면서 36개의 득점을 허용하였다. 2000년 그의 13.14의 방어율은 20개 혹은 그 이상의 회들과 함께 한 아무 투수에 의하여 최악의 방어율이었다. 6월 26일 1과 3분의 2의 회들에서 8개의 득점을 허용한 지 단 하루 후에 그는 다저스에 의하여 내보내졌다.

## 투구 스타일
허샤이저는 압도적인 투수가 아니었으나 투구의 다양성을 개발하고 자신의 지력을 보다 빨리 생각하는 타자들에게 이용하였다.
1999년으로 봐서 그는 자신의 투구들이 날카로운 만큼 아니었다는 것을 주목하여 혼합물에 슬라이더를 추가하였다. 그는 또한 좋은 범위들에서 위치한 그의 투구들을 강조하기도 하였다.

## 은퇴 이후

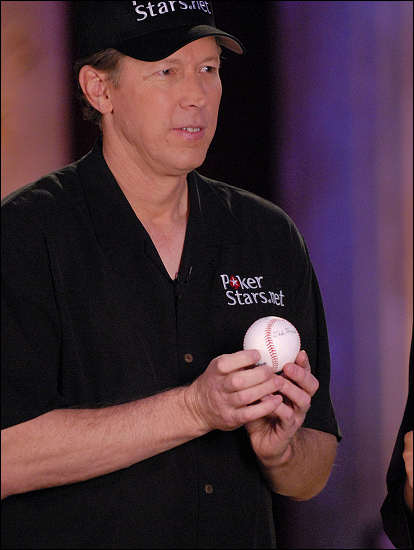
2008년 NBC 헤즈업 포커 챔피언십에서

허샤이저는 선수 인사부 상담자로서 다저스와 남아있었다. 그는 AAA 앨버커크와 필드원 리포트로 갔으나 별로 할일이 없어 떠났다.
그는 2000년부터 2001년까지 ABC와 ESPN을 위하여 리틀 리그 월드 시리즈의 방송에 일하는 데 기용되었다. 그는 또한 2001년 시즌에 ESPN을 위하여 웬즈데이 나잇 베이스볼에 일하기도 하였다.
2001년 가을에 총지배인 존 하트에 특별 보조인으로서 텍사스 레인저스에 가입하러 그 직위를 떠나고 2002년 6월 22일 레인저스의 투수 코치로 임명되었다. 2005년 10월 허샤이저는 다저스의 감독으로서 짐 트레이시를 대체하는 데 후보로 뽑혔으나 그 직위는 그래디 리틀에게 갔다. 그는 또한 오클랜드 애슬레틱스의 켄 마카를 위한 가능한 대체로 뽑혔지만 그는 밥 게런을 위하여 최후적으로 통과되었다. 그는 레인저스의 행정 관리자가 되는 데 2005년 시즌 이후에 자신의 레인저스 투수 코치 직위를 떠났다. 그는 2006년 2월 3일에 그만두면서 그 직위에서 오래가지 못하였다.
2006년 2월 13일 허샤이저는 베이스볼 투나잇, 선데이 나잇 베이스볼과 리틀 리그 월드 시리즈를 위한 분석자로서 ESPN에 재가입하였다.
전 다저스의 동료 스티브 가비를 포함한 단체를 통하여 허샤이저는 2011년부터 2012년까지 팀이 세일을 위하여 올라갈 때 다저스를 위하여 입찰 진행에서 관련되었다. 그의 단체는 입찰의 첫 라운드를 지나 이루지 않았다.
그는 ESPN을 떠나는 데 선택하고 2014년 다저스의 새 지방 스포츠 네트워크인 스포츠넷 LA를 위하여 텔레비전의 분석자로 팀에 재가입하였다. 허샤이저는 찰리 스타이너와 노마 가르시아파라와 팀을 이루었다.

## 개인 생활
허샤이저와 그의 첫 부인 제이미 브라이어스는 2005년에 이혼하였다. 그들은 2명의 아들 오렐 레오너드 5세와 조던을 두었다. 허샤이저는 두번째 부인인 전 식자 전문가 다나 디버와 2010년 12월에 결혼하였다. 아들 조던은 2007년 자신이 야구와 농구에서 전 컨퍼런스 명예를 얻은 텍사스주의 세인트마크스 학교를 졸업하고 투수와 1루수로서 서던캘리포니아 대학교에서 대학 야구를 하였다. 자신의 대학 경력이 부상들에 의하여 방해되었어도 조던은 2012년 메이저 리그 베이스볼 드래프트에서 다저스에 의하여 드래프트되었다. 허샤이저와 디버는 현재 디버의 자식들 - 아들 스펜서와 딸 슬론과 함께 라스베이거스에 거주하고 있다.